# Wybory do Parlamentu Europejskiego na Słowacji w 2014 roku
Wybory do Parlamentu Europejskiego VIII kadencji na Słowacji zostały przeprowadzone 24 maja 2014. W ich wyniku wybranych zostało 13 europarlamentarzystów. Wybory zakończyły się zwycięstwem rządzącej centrolewicowej partii Kierunek – Socjalna Demokracja. Frekwencja wyborcza wyniosła 13,05% i była najniższa w Europie w trakcie wyborów europejskich w 2014.

## Wyniki wyborów
| Lista wyborcza                    | Głosy   | %     | Mandaty | Zmiana |
| --------------------------------- | ------- | ----- | ------- | ------ |
| Kierunek – Socjalna Demokracja    | 135 089 | 24,09 | 4       | –1     |
| Ruch Chrześcijańsko-Demokratyczny | 74 108  | 13,21 | 2       | –      |
| SDKU – Partia Demokratyczna       | 43 467  | 7,75  | 2       | –      |
| Zwyczajni Ludzie                  | 41 829  | 7,46  | 1       | +1     |
| NOVA + KDS + OKS                  | 38 316  | 6,83  | 1       | +1     |
| Wolność i Solidarność             | 37 376  | 6,66  | 1       | +1     |
| Partia Społeczności Węgierskiej   | 36 629  | 6,53  | 1       | –1     |
| Most-Híd                          | 32 708  | 5,83  | 1       | +1     |
| Strana TIP – Tvoríme Inú Politiku | 20 730  | 3,69  | 0       | –      |
| Słowacka Partia Narodowa          | 20 244  | 3,61  | 0       | –1     |
| Wolność i Solidarność             | 39 016  | 4,72  | 0       | –      |
| Partia Ludowa Nasza Słowacja      | 9749    | 1,73  | 0       | –      |
| Prawo i Sprawiedliwość            | 9322    | 1,66  | 0       | –      |
| Komunistyczna Partia Słowacji     | 8510    | 1,51  | 0       | –      |
| Pozostali                         | 52 518  | 9,37  | 0       | –      |
| Razem                             | 576 437 | 100   | 13      | –      |